# 王心凌
王心凌（英語：Cyndi Wang Hsin-ling，1982年9月5日—），臺灣女歌手、演員，臺北華岡藝校戲劇科畢業。

## 生平

### 早年经历
王心凌為客家人，中華民國台灣出生，出身於母親單獨撫養的單親家庭，小學就讀中壢國小，國中讀平興國中。
王心凌畢業於華岡藝校，在高中時她就在電視劇《車正在追》、電影《運轉手之戀》、蔡健雅《記念》的MV中相繼演出，後來王心凌在好友的帶領下到大聲經紀公司面試並且被相中。而AVEX當時正打算進入台灣音樂市場，最後他們選中了王心凌，並與經紀公司達成協議，要求她要經過培訓後才能正式簽約，於是王心凌到日本培訓，培訓後簽約出道。

### Avex愛貝克思
2003年王心凌發行首張專輯《Begin...》，專輯的抒情主打歌《當你》是林俊傑為王心凌量身創作的，也是王心凌的第一首成名曲，至今仍廣為傳唱，該張專輯在海外獲得較佳的銷售成績，在新加坡當地唱片銷售榜奪冠。同年9月，王心凌主演的偶像劇《西街少年》播出，並與孫協志合唱該劇的插曲《煎熬》。
2004年王心凌發行第二張專輯《愛你》，在台灣奪下四週排行榜冠軍，並蟬聯RIAS八週冠軍，這張專輯在亞洲熱銷大約一百六十萬張。首波主打歌《愛你》穿上學生制服並扎起馬尾，以制服少女的形象脫穎而出，眾媒體封她為「新少男殺手」，而專輯中另一首非主打歌《第一次愛的人》也開啟她在中國大陸的市場。同年主演電視劇《天國的嫁衣》，唱而優則演的她也演唱該劇的主題曲跟插曲，劇紅歌也受歡迎，甚至還奪下當年台灣戲劇年度收視冠軍，2004年，王心凌以暢銷的專輯跟收視冠軍的偶像劇成功爆紅，晉升一線小天后。
2005年初發行第三張專輯《Honey》，首波主打歌《Honey》一樣以制服少女的形象再度引發熱潮，而當時許多少男少女也爭相模仿王心凌的舞蹈，這張專輯在亞洲熱銷大約一百二十萬張，也奠定了「甜蜜教主/甜心教主」的地位，讓王心凌成為四大教主之一，同年王心凌登上國際雜誌《ELLE girl》的華人女星封面，並獲得東南勁爆音樂榜港台地區最受歡迎女歌手。年中發行精選輯閃耀2005，該精選輯也在亞洲熱銷大約一百一十萬張，年底AVEX與王心凌續約並發行第四張專輯《Cyndi With U》，專輯一發行即成為各大排行榜冠軍，這張專輯在亞洲熱銷大約一百六十萬張，這張專輯也獲得多個獎項，包含KKBOX風雲榜年度十大專輯、Hito流行音樂獎年度十大金曲等等。專輯首波主打歌《睫毛彎彎》是曹格譜曲的、而第二波主打歌《我會好好的》是搖滾天王伍佰為王心凌量身打造的歌曲，這張專輯也讓王心凌的事業再上高峰，2005年，王心凌創下了一年發行三張百萬銷量專輯的紀錄。
2006年王心凌與張棟樑主演電視劇《微笑Pasta》，這部偶像劇也是台灣偶像劇收視率最高的第五名，而該劇的主題曲《彩虹的微笑》也成為王心凌的知名歌曲之一。
2007年4月王心凌發行第五張專輯《Magic Cyndi》，因此前經紀公司和唱片公司發生合約糾紛，王心凌也被迫停工。當時她選擇出國遊學一段時間，直到合約糾紛告一段落才回歸。時隔489天才發行第五張專輯，而這張專輯的第二波主打歌《那年夏天寧靜的海》成為代表作之一，這張專輯在亞洲熱銷大約一百四十五萬張。同年11月在馬來西亞雲頂舉辦甜蜜教主王心凌2007雲頂演唱會，這是王心凌演藝生涯的首場大型售票演唱會，也是她第一場海外演唱會，演唱會結束後同月發行第六張專輯《Fly! Cyndi》。
2008年主演電影《花吃了那女孩》，挑戰女同志題材，電影也獲得第45屆金馬獎最佳造型設計獎。同年王心凌與Avex結束合約，並在合約結束前後分別發行兩張精選輯《Red Cyndi》、《美麗的日子》。

### 金牌大風
2009年王心凌加入經紀公司天晴娛樂，並加盟金牌大風發行第七張專輯《心電心》，當時流行音樂正處於數位化轉換時期，同年主演電視劇《桃花小妹》。
2011年發行第八張專輯《黏黏²》，首波主打歌《黏黏黏黏》是王心凌從詞曲到製作的全創作，而專輯的第六波主打歌《不哭》成為該專輯傳唱度最高的歌，後同年王心凌主演電視劇《美樂。加油》，並憑藉該劇奪下華鼎獎的偶像勵志類最佳女演員獎。

### 環球音樂
2012年王心凌陷入感情風波，同年年底加盟環球音樂發行第九張專輯《愛不愛》，首次以慢歌當首波主打歌，造型上也更改過往的可愛路線。整張專輯以抒情歌為主，惟當時的演藝事業因感情風波受到影響，導致原本要舉辦的巡迴演唱會延遲到2016年才舉辦。
2013年主演電視劇幸福選擇題，並在同年獲得央視CCTV認證，認證王心凌的唱片銷量截止2013年已在亞洲熱銷突破千萬張以上。
2014年發行第十張專輯《第10個王心凌》。
2015年發行第11張專輯《敢要敢不要》。
2016年1月2日，王心凌登上台北小巨蛋開唱，舉辦“Cyndi Wants! 世界巡迴演唱會”台北首站。4月，王心凌獲得了第20屆全球華語榜中榜暨亞洲影響力大典港台最受歡迎女歌手獎。7月，王心凌主演的電影《風雲高手》上映，9月，王心凌與佟夢實為網劇《別那麼驕傲》合唱主題曲《冤家路窄》。12月，參加真人秀《女神的選擇》。
2017年中，“Cyndi Wants! 世界巡迴演唱會”的其他場次陸續開唱，11月，參加江蘇衞視音樂懸疑競猜類真人秀節目《蒙面唱將猜猜猜 (第二季)》，以“不會游泳的魚”的身份登場，分別演唱了《思念是一種病》《你要的愛》《倒帶》，並於蒙面年度盛典正式揭面。
2018年發行第12張專輯《愛。心凌》，該張專輯拿下2018五大唱片女歌手實體銷售冠軍。專輯中的歌曲《大眠》成為代表作之一。
2019年，展開“愛。心凌巡迴演唱會”，首站成都站於四川省體育館開唱，隨後相繼在上海、長沙、澳門等城市巡迴演出，直到2020年巡演因新冠肺炎而暫停。
2020年9月發行第四張精選輯《My! Cyndi!》，10月與楊丞琳合唱推出單曲《女孩們》。
2021年1月2日二度登上台北小巨蛋開唱，重啟“愛。心凌巡迴演唱會”，3月推出單曲《心靈的冒險》。
2022年1月15日首度登上高雄巨蛋開唱，舉辦“愛。心凌巡迴演唱會”高雄最終場。

### 《乘風破浪》翻红
2022年中，王心凌參加競演節目《乘风破浪》，於出道近20週年之際在該節目首集再唱《愛你》引起話題討論，而愛貝克思也在此時上傳所有王心凌在Avex時期的官方完整版MV。在該節目的第五場公演，王心凌演唱三首自己的抒情歌代表作《大眠》、《那年夏天寧靜的海》、《當你》。王心凌憑藉該節目使其演藝事業成功翻紅，最終也奪下該節目當季總冠軍C位成團。

### 索尼音樂
2023年7月10日，王心凌宣布展開第三輪巡演“Sugar High世界巡迴演唱會”，本次巡演橫跨兩大洲，不僅有亞洲的場次還有北美洲的美國場次，這也是王心凌首度到西方國家舉辦演唱會，巡演首站在台北，在2023年9月23日與9月24日於台北小巨蛋連開兩場。22000張門票開賣一分鐘迅速售光，接下來的場次也都票房大賣，場場爆滿一票難求，同年加盟索尼音樂娛樂，並於10月發行第十三張專輯《BITE BACK》，帶著翻紅的氣勢，不僅巡演票房好，該張專輯也拿下2023台灣實體專輯銷售女歌手冠軍，同年年底加盟音綜聲生不息·家年華。
2024年9月，王心凌宣布Sugar High世界巡迴演唱會正式進入到第二階段 《Sugar High 2.0》。
2025年，因有在2024年參與合輯「 不完全自救手冊 」裡其中一首單曲「 Phone人院 」的錄製的關係，於出道22年首度入圍金曲獎的年度專輯獎以及最佳華語專輯獎。

## 社會活動
自出道以來，王心凌經常參與慈善公益活動。2003年5月，與其他歌手共同錄製演唱抗擊嚴重急性呼吸系統綜合症 (SARS)的公益單曲《手牽手》。2007年1月，義賣自己代言的喉糖，呼籲民眾幫助受虐兒童，並捐款台幣10萬元作防止兒童受虐基金。同年5月，捐款台幣100多萬 (人民幣25萬元) 賑災，幫助四川汶川地震災民重建家園。2009年9月，以愛心大使身份與其他歌手共同錄製演唱公益活動主題曲《暮光操場》，並呼籲民眾幫助貧困學童籌募生活補貼費。同年11月，擔任創世愛心大使，呼籲民眾關愛植物人，並募捐發票幫助植物人。
2010年10月，拍攝「永痕天使」公益海報進行公益拍賣，推廣全食物運動，並鼓勵癌友樂觀勇敢抗癌。2011年4月，擔任愛心大使，出席兒福聯盟愛孩子博覽會。同年11月，設計施華洛世奇Swarovski聖誕手鏈供線上公益拍賣，幫助弱勢家庭孩子。2012年6月，參與《克拉本溫泉盃-明星足球競標公益活動》，親筆簽名球衣與足球供線上公益拍賣，為患有自閉症的孩童募款。同年9月，以愛心大使身份與其他歌手共同錄製演唱公益活動主題曲《愛×愛》，並呼籲民眾幫助貧困學童籌募生活補貼費。
2013年4月，以歌手的身份在《姊妹淘寵愛女人節公益演唱會》現場演唱，與財團法人國際單親兒童文教基金會一起為單親家庭籌款，同時鼓勵女人要寵愛自己。2014年8月，參加《把愛傳出去 台灣加油-高雄氣爆賑災晚會》，為高雄氣爆事故災民募款。同年8月，擔任愛心大使，參加《MusicRadio我要上學守望億顆心關愛行動之愛的夏令營》，親身體驗農務勞動，並與體驗家庭一起為當地留守兒童送上溫暖。2016年12月，捐贈二手衣物供義賣，幫助失依兒少穩定生活。2021年12月，以歌手身份參與《Good Day 有愛大聲唱 - 擁抱好日子公益演唱會》現場演唱，為弱勢家庭與學子籌款。2023年10月，擔任Pink Power粉紅力量公益大使，呼籲女性定期做乳房檢測，防治乳癌。同年12月，捐款幫助甘肅地震災民重建家園，並擔任心願大使現身台北醫學大學附設醫院全台首家迪士尼兒童主題病房，陪伴病童及為病童實現聖誕心願。

## 音樂作品

### 錄音室專輯
- 《Begin...》（2003年）
- 《愛你》（2004年）
- 《Honey》（2005年）
- 《Cyndi With U》（2005年）
- 《Magic Cyndi》（2007年）
- 《Fly! Cyndi》（2007年）
- 《心電心》（2009年）
- 《(黏黏)²》（2011年）
- 《愛不愛》（2012年）
- 《第十個王心凌》（2014年）
- 《敢要敢不要》（2015年）
- 《CYNDILOVES2SING 愛。心凌》（2018年）
- 《BITE BACK》（2023年）

### 精選輯
- 《閃耀2005》（2005年）
- 《Red Cyndi》（2008年）
- 《美麗的日子》（2009年）
- 《My! Cyndi!》（2020年）

## 巡迴演唱會
- 《Cyndi Wants! 世界巡迴演唱會》（2016年 — 2017年）
- 《愛。心凌巡迴演唱會》（2019年 — 2022年）
- 《SUGAR HIGH世界巡迴演唱會》（2023年 — 2026年）

## 影視作品

### 電視劇
- 《車正在追》（2000年）
- 《西街少年》（2003年）
- 《天國的嫁衣》（2004年）
- 《微笑Pasta》（2006年）
- 《桃花小妹》（2009年）
- 《美樂加油》（2011年）
- 《幸福選擇題》（2013年）

### 電影
- 《運轉手之戀》（2000年）
- 《花吃了那女孩》（2008年）
- 《風雲高手》（2016年）
- 《我想靜靜》（2020年）

### 電影配音
- 《料理鼠王》（2007年）

## 代言廣告
自2003年出道以來，王心凌曾代言過許多品牌、商品或合作廣告，其中包括7-Eleven連鎖便利店；可口可乐飲料、百奇 (Pocky) 點心餅乾、康師傅茶飲、蒙牛乳飲、金典牛奶、樺達喉糖等食物與飲品類品牌；金士頓 (Kingston) 耳機、輝葉肩頸按摩器等電子類品牌；碧歐斯 (Bio-essence)、卡尼爾 (Garnier)、馥蕾詩 (Fresh)、希思黎 (Sisley)、急護美人 (First Aid Beauty)、奧蜜思 (Orbis)、美樂思 (Mediplus)等美妝與護膚類品牌；斯凯奇 (Skechers)、花雨傘 (Arnold Palmer)、ONE BOY、N+A、KnightsBridge等服飾與鞋子類品牌；封神2、戰鬥海賊、自在西遊、戀愛之星、天星訣等遊戲類品牌。

## 歷年獎項
出道以來，王心凌多次獲得音樂及影視類的獎項，其中包括CCTV-MTV音樂盛典、Hito流行音樂獎、KKBOX風雲榜、MusicRadio中國TOP排行榜、東南勁爆音樂榜、華鼎獎、勁歌王音樂盛典、金狼獎、全球華語榜中榜、全球流行音樂金榜、新城國語力頒獎禮、音樂風雲榜年度盛典等。王心凌曾2次獲得KKBOX風雲榜的年度十大藝人獎、2次獲得Hito流行音樂獎的Hito唱跳歌手獎、18次獲得各個音樂頒獎典禮的最受歡迎女歌手獎。
2010年，以主演《美樂加油》電視劇獲頒華鼎獎偶像勵志類最佳女演員獎。2012年，獲頒MusicRadio中國TOP排行榜的港台年度最佳跨界藝人獎及港台年度全能藝人獎。2019年，以《CYNDILOVES2SING 愛。心凌》專輯獲頒全球流行音樂金榜的港台年度最佳女歌手。2022年，榮獲乘風破浪 (第三季)的年度總冠軍獎。

## 企業
- 牛奶田音樂娛樂（2006年成立，2023年啟用）

## 外部鏈接
- 王心凌 Cyndi Wang的Facebook專頁
- 王心凌 Cyndi Wang的Instagram帳戶
- 王心凌的新浪微博
- YouTube上的王心凌 Cyndi Wang頻道
- 王心凌的TikTok